# 马勒集团
马勒集团（Mahle GmbH）是一家德国汽车零部件（發動機、内燃机及其周边部件和系统）制造商，总部位于德国斯图加特。 

## 历史
1920年，工程师兼飞行员赫尔穆特·希尔特与其他人建立了一个小车间，赫尔穆特·希尔特在小車間負責研發二冲程发动机。  1920年12月1日，26 岁的赫尔曼·马勒 (Hermann Mahle) 加入赫尔穆特·希尔特團隊，並成为赫尔穆特·希尔特的第七名员工。